# Rena Rolska (album)
Рена Рольска (pol. Rena Rolska) – czwarty album studyjny Reny Rolskiej wydany w 1970 roku wyłącznie na rynek ZSRR przez radziecką wytwórnię Miełodija w formie 12-calowej płyty analogowej zawierający polskie przeboje w języku rosyjskim. Jego wydanie zostało poprzedzone jednym EP.

## Lista utworów
Strona A:
1. Jutro Warszawa (Завтра, Варшава)
2. Daj mi świat (Дай, Дай)
3. Pamiętajcie o ogrodach (Сады)
4. Ach ta Rena... (Эта Рена...)
5. Niech no tylko zakwitną jabłonie (Яблони)

Strona B:
1. Zapomniałam (Я Забыла)
2. Cyganicha (Цыганка)
3. Nie jestem głupia (Нет, Я Не Дура)
4. Widzisz mała (Посмотри Сама)
5. Po co nam to było? (Зачем?)
6. Raz, jedyny raz (Раз, Только Лишь Раз)

## Muzycy
- Rena Rolska – śpiew
- zespół instrumentalny – akompaniament
- Czesław Majewski – dyrygent
- Nikołaj Danilin – realizacja dźwięku